# Гебридское море
Гебридское море (англ. Sea of the Hebrides, гэльск. An Cuan Barrach) — море на северо-востоке Атлантического океана. Ограничено с востока побережьем Шотландии, а с запада — Гебридскими островами. Гебридское море, а также проливы Литл-Минч и Норт-Минч (к северу) разделяют острова на две группы — Внутренние и Внешние Гебриды.
- Площадь: 47 000 км²
- Средняя глубина: 64 м
- Наибольшая глубина: 137 м

Гебридское море с Атлантическим океаном соединяет  залив Ба-нам-Филенн.